# Josep Carbonell i Gener
Josep Carbonell i Gener (Sitges, Garraf, el 24 de març de 1897 - 15 de juliol de 1979) fou un escriptor, promotor cultural i patriota català. A la seva ciutat va fundar i dirigir les revistes Terramar (1919-1921), Monitor (1921-1923) i L'Amic de les Arts (1926-1929), en les que va introduir escriptors i artistes d'avantguarda. Mercè la seva amistat amb l'escriptor occità Ismael Girard, el 1928 col·laborà amb la Societat d'Estudis Occitans i publicà tant a Tolosa com a Barcelona la revista Oc. El 1932 fou nomenat cap de l'Oficina de Relacions Meridionals de la Generalitat de Catalunya i així va publicar diverses obres d'autors occitans com la Gramatica Occitana de Loís Alibert (1935).
Després de l'ocupació franquista de Catalunya fou acollit a Montreal (Llenguadoc) per Loís Alibert, però en acabar la Segona Guerra Mundial tornà a Catalunya quan Alibert fou acusat de col·laboració amb la França de Vichy. Va mantenir contactes amb exiliats com Josep Maria Batista i Roca i col·laborà en la creació del Centre d'Agermanament Occitano-Català. Des de l'exili interior es va dedicar de ple a la historiografia local, fent valuoses aportacions a partir de la consulta directa dels documents conservats a l'arxiu municipal i en arxius privats sitgetans, que anà publicant acuradament per compte propi des de l'impremta d'El Eco de Sitges. Després de la seva mort les dues darreres obres foren publicades des del Grup d'Estudis Sitgetans, a cura de Vinyet Panyella i Balcells, que és autora de la biografia Josep Carbonell i Gener (1897-1979). Entre les avantguardes i l'humanisme.
Fou nomenat "Fill Predilecte de Sitges" el 1975 i, en honor seu, des de l'any 1982 s'atorguen a Sitges els Premi Josep Carbonell i Gener a estudiants de batxillerat i universitaris, convocats pel Grup d'Estudis Sitgetans, que té cura de la seva publicació. S'atorguen a la Nit dels Premis Sitges.

## Obres
- Revolució catalanista (1934, amb J. V. Foix)
- Siete ensayos de historia suburense
- Sitges la real (1968)
- Don Josep Bonaventura Falc i el context històric de la seva època: una biografia local i una història política de les Espanyes i França contemporànies 1748-1803 1766-1808 (1976)
- Esquema històric dels sis anys napoleònics a Sitges (1980)
- Les Índies, horitzó nou: Sitges i la carrera d'Amèrica (1984)